# Sisobahili Ulugawo
Sisobahili Ulugawo is een bestuurslaag in het regentschap Nias van de provincie Noord-Sumatra, Indonesië. Sisobahili Ulugawo telt 690 inwoners (volkstelling 2010).